# Sukumar Ray
Sukumar Ray (bengalí: সুকুমার রায়,  Sukumār Rāẏ (?·pàg.) ; 30 d'octubre de 1887 – 10 de setembre de 1923) fou un poeta, novel·lista i dramaturg bengalí, conegut principalment per les seves obres per a nens. Era fill de l'escriptor d'històries infantils Upendrakishore Ray, el pare del realitzador indi Satyajit Ray i avi del realitzador indi Sandip Ray. Les seves creacions com la col·lecció de poemes Abol Tabol, la novel·la HaJaBaRaLa, la col·lecció d'històries curtes Pagla Dashu (Boig Dashu) i l'obra teatral Chalachittachanchari es consideren al mateix nivell que Alícia en terra de meravelles. Més de 80 anys després de la seva mort, Ray continua essent un dels escriptors per a nens més popular de la literatura bengalí.

## Primers anys
Sukumar Ray va néixer en el si d'una família hindú Baidya Brahmin a Calcuta, a l'Índia britànica (actualment Bengala Occidental) el 30 d'octubre de 1887. La seva família era provinent del poble de Masua, a la municipalitat de Mymensingh, a la divisió de Bengala Oriental, i d'Assam, a l'Índia britànica, actualment pertanyent a Bangladesh. El pare de Sukumar, Upendrakishore Ray, era un famós escriptor bengalí, pintor, intèrpret de violí i compositor, tecnòleg, astrònom aficionat i emprenedor. La mare de Sukumar, Bidhumukhi Devi, era filla de Dwarkanath Ganguly.

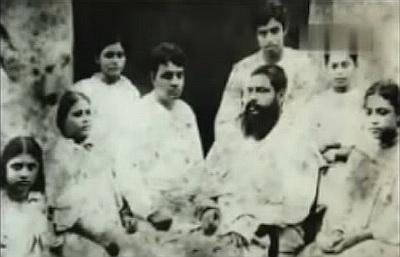
Imatge familiar de Sukumar Ray amb el seu pare Upendrakishore Ray, la seva mare Bidhumukhi i cinc germans

Nascut en l'era que pot ser anomenada com la cúspide del Renaixement bengalí, va créixer en un entorn que fomentava els seus talents literaris. El seu pare era un escriptor d'històries i de ciència popular, pintor i il·lustrador, músic i compositor de cançons, tecnòleg i astrònom aficionat. Upendrakishore també era amic íntim de Rabindranath Tagore, qui va influir directament en Sukumar. Entre altres amics familiars es trobaven Jagadish Chandra Bose, Prafulla Chandra Roy o Atul Prasad Sen. Upendrakishore va estudiar la tecnologia de la manufactura de blocs, va dur a terme experiments, i va fundar una empresa en aquest sector. L'empresa M/s U. Ray & Sons, on Sukumar i el seu germà menor Subinay van participar. La seva germana, Shukhalata Rao, era treballadora social i autora de llibres per a nens. Com el seu pare, Ray també va tenir relació amb Rabindranath Tagore.

## Educació i professió

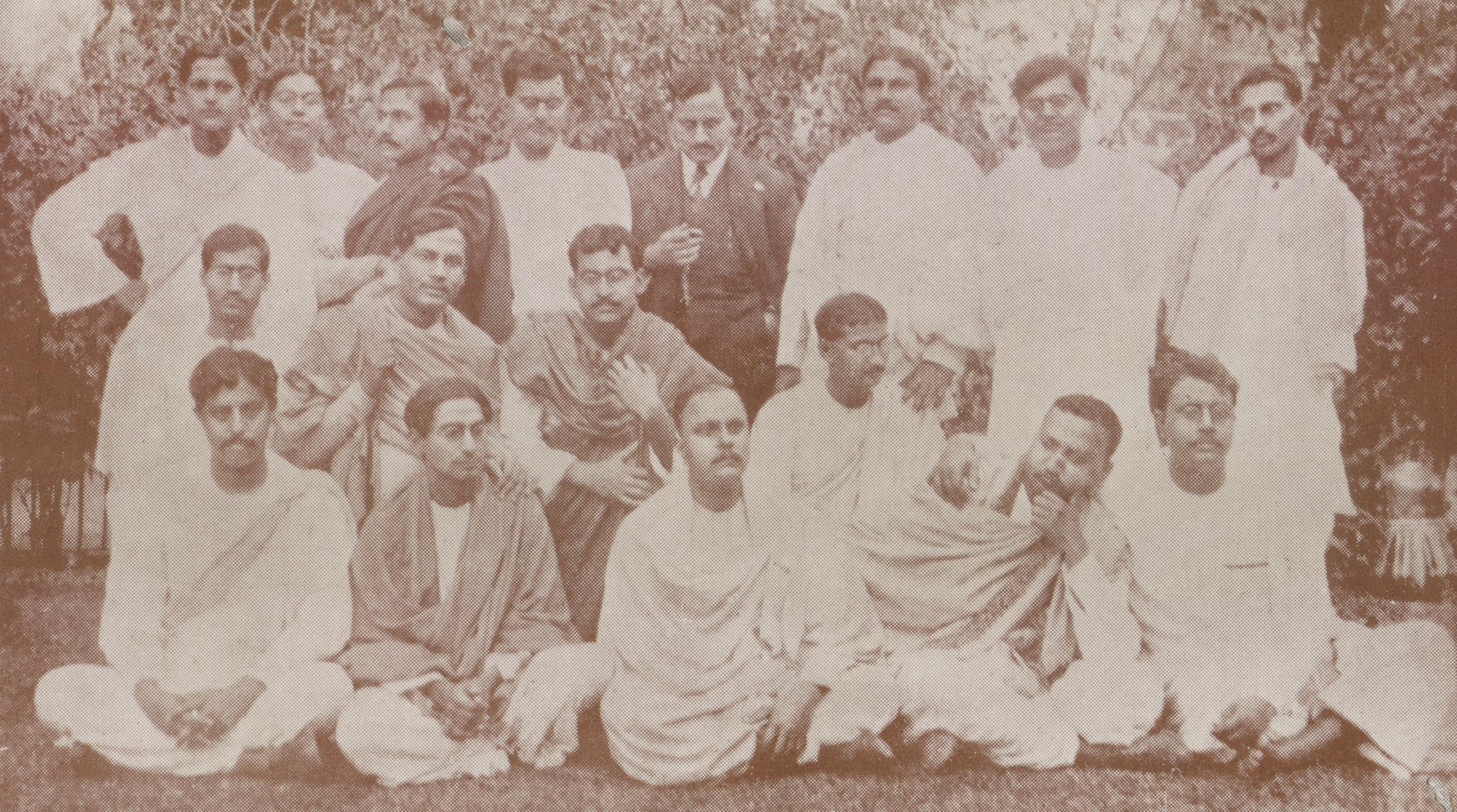
Fotografia de grup del Monday Club per Sukumar Ray. En primera fila, d'esquerra a dreta: Subinoy Ray, Prasanta Chandra Mahalanobis, Atul Prasad Sen, Shishir Kumar Datta, Sukumar Ray. A la fila central, d'esquerra a dreta: Jatindranath Mukhopadhyay, Amal Home, Suniti Kumar Chattopadhyay, Jibanmoy Roy. A la fila posterior, drets, començant per l'esquerra: Hiran Sanyal, Ajit Kumar Chakrabarty, Kalidas Nag, Pravat Chandra Gangoadhyay, Dwijendranath Maitra, Satish Chandra Chattopadhyay, Shrish Chandra Sen, Girija Shankar Roy Choudhury

L'any 1906, Ray es va graduar honors dobles en Física i Química per la Universitat Presidency de Calcuta, llavors associada amb la Universitat de Calcuta. Anteriorment va anar a l'escola municipal Surya Sen Street juntament amb el seu company de classe, el famós personatge còmic "Pagla Dashu" que va aparèixer en moltes de les seves històries. Va rebre formació en fotografia i tecnologia de la impressió a Anglaterra, a l'Escola de Foto-Gravat i Litografia de Londres, i fou un pioner de la fotografia i litografia a l'Índia. Mentre era a Anglaterra, també va pronunciar conferències sobre les cançons de Rabindranath abans que Tagore guanyés el premi Nobel. Mentrestant, Sukumar també havia adquirit cert renom com a il·lustrador. Com a tecnòleg, també va desenvolupar nous mètodes de fabricació de blocs de mitges tintes, i va publicar articles tècnics en diverses publicacions d'Anglaterra. El Penrose Annual va publicar dos articles originals de Ray. Mentre era al Regne Unit, es va unir a la Royal Photographic Society l'any 1912, en fou membre fins a la seva mort, i va obtenir el títol de membre d'honor el 1922.

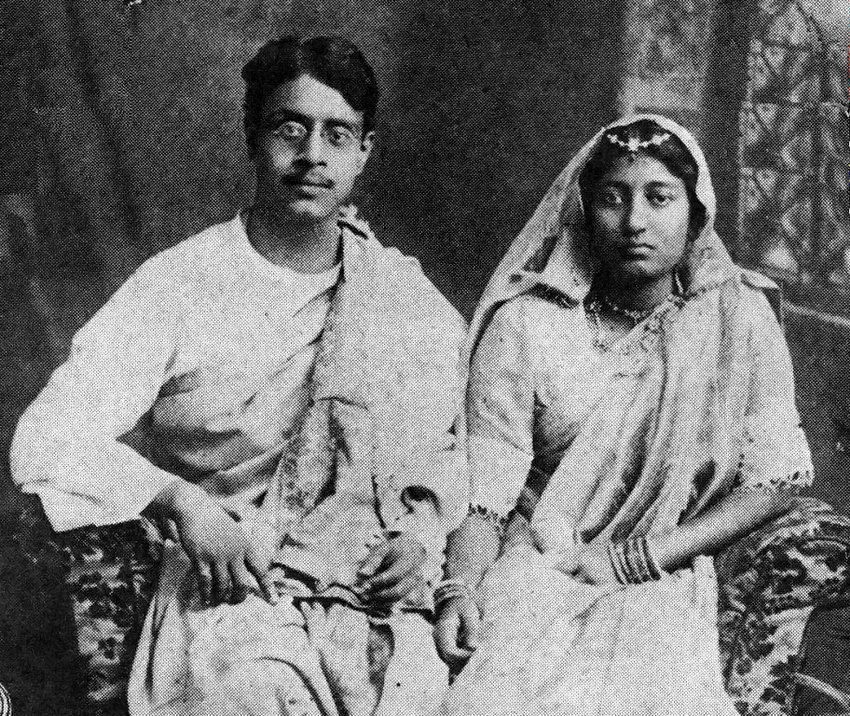
Sukumar Ray amb la seva esposa Suprabha Ray (1914)

Upendrakishore va fundar una empresa editorial, U. Ray and Sons, que tant Sukumar com Subinay van dirigir. Mentre Sukumar va anar a Anglaterra per aprendre tecnologia de la impressió, Upendrakishore va adquirir terres, va construir un edifici, i va instal·lar-hi una premsa d'impressió amb maquinària per imprimir i fabricar blocs de mitges tintes d'alta qualitat. Va llançar al mercat la revista infantil Sandesh el maig de 1913. Poc després del retorn de Sukumar des d'Anglaterra, els seus escrits i croquis van començar a aparèixer a Sandesh. Després de la mort d'Upendrakishore el 20 de desembre de 1915, Sukumar va dirigir els negocis d'impressió i publicació de Sandesh durant aproximadament vuit anys. El seu germà petit Subinoy el va ajudar, i molts parents van començar a escriure per a Sandesh.

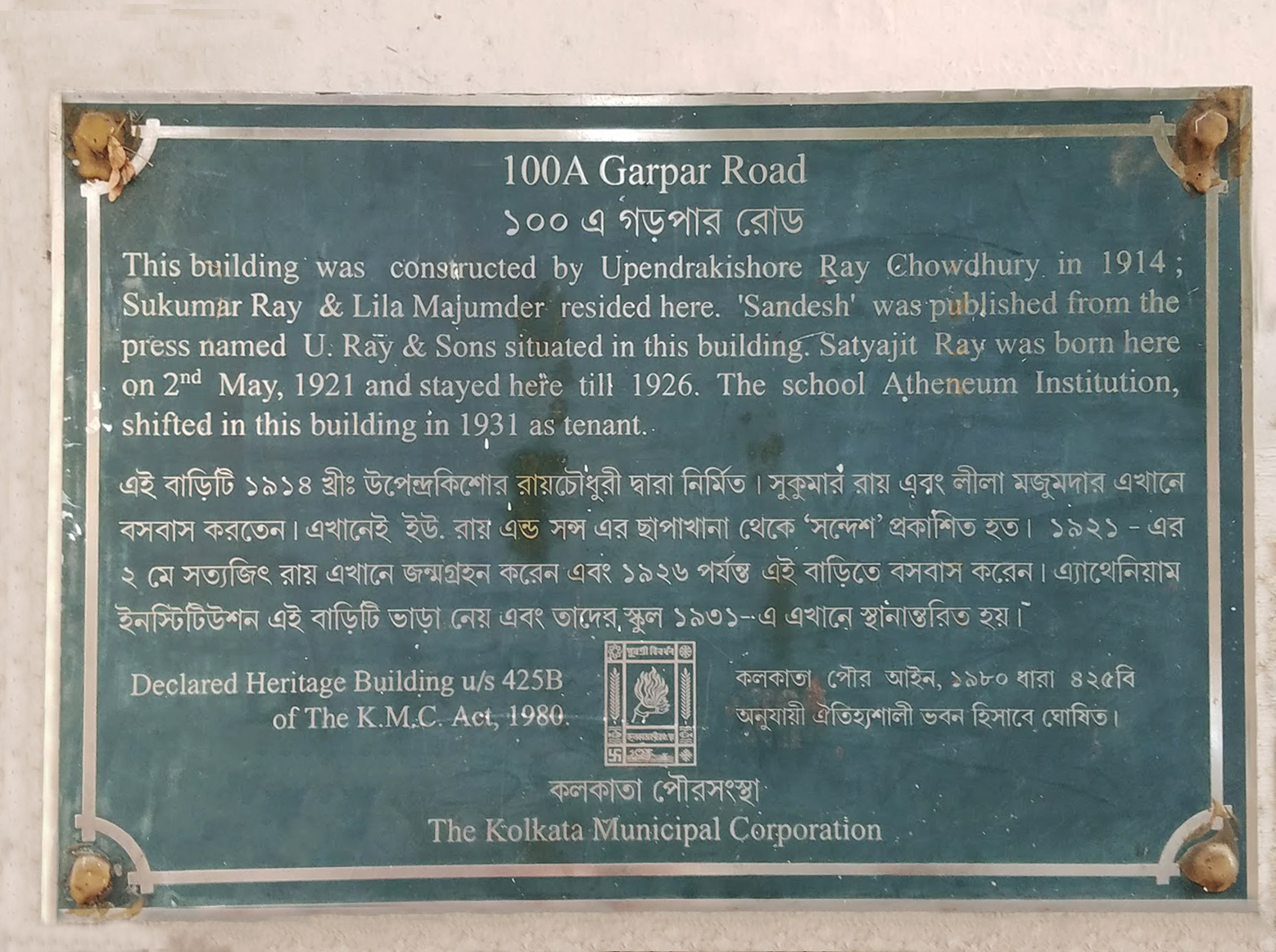
Casa Sukumar Ray a 100 A, Garpar Road Kolkata

Sukumar Ray era conegut per ser el responsable de les reunions del Monday Club (bengalí: মণ্ডা ক্লাব), unes trobades setmanals de persones intel·lectualment afins en la residència de Ray, on els seus membres eren lliures d'expressar les seves opinions sobre el món en general. Sukumar Ray va escriure alguns dels seus poemes en relació amb els afers que es tractaven al Monday Club, especialment demanant assistència de públic o anunciant reunions importants.
Sukumar Ray també era un dirigent de l'ala reformista en el Brahmo Samaj. Sukumar Ray va escriure un poema llarg "Atiter Katha" (bengalí: অতীতের কথা), el qual era una presentació popular de la història del Brahmo Samaj, publicat com a petit llibret per tal d'introduir els nens en les bases ideològiques del Brahmo Samaj. Sukumar també va fer campanya per portar Rabindranath Tagore, el més famós Brahmo del seu temps, com a dirigent del Samaj.
Sukumar es va casar amb Suprabha Das, neta de Kali Narayan Gupta (avi matern d'Atul Prasad Sen) el 13 de desembre de 1919, i a causa d'aquest parentiu es va establir una relació familiar entre Sukumar i Atul Prasad.

## Contribució en literatura

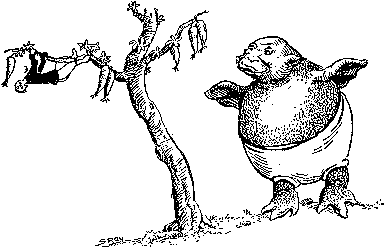
Kumropatash a Abol Tabol
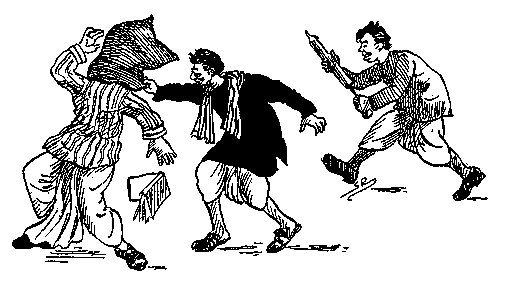
Dashur Kirti
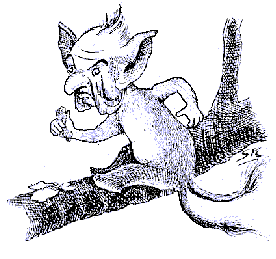
Huko Mukho Hangla
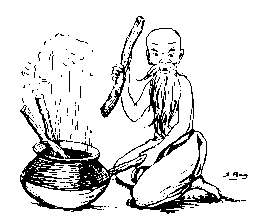
Kaath Buro
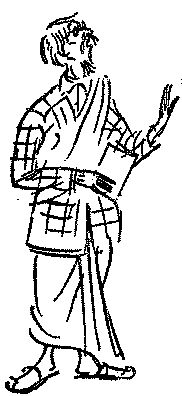
Abujh
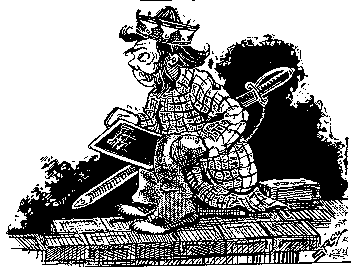
El Rei

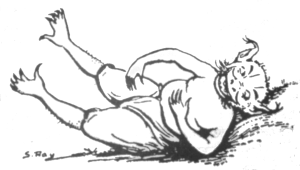
Hijibijbij a HaJaBaRaLa
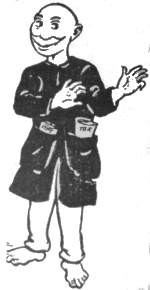
Nyara a HaJaBaRaLa
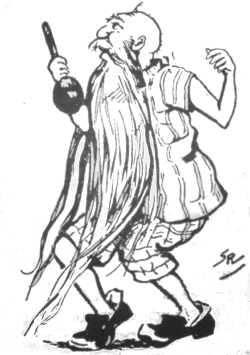
Udo a HaJaBaRaLa
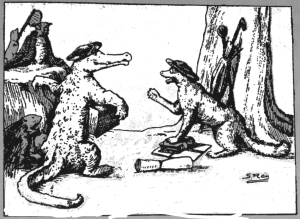
La Sala de Judicis a HaJaBaRaLa
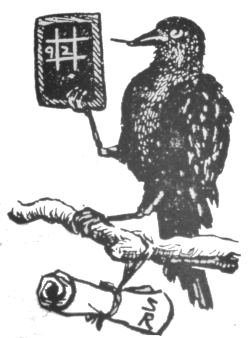
Shri Kakeswar Kuchkuche a HaJaBaRaLa'
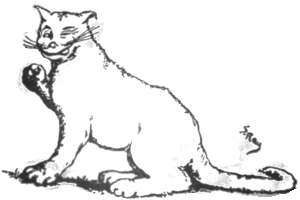
El Gat a HaJaBaRaLa'

Sukumar Ray va aprofundir en un gènere únic de pures històries absurdes i plenes de galimaties, una obra pionera en la literatura bengalí amb algunes excepcions, que no fou menys interessant que els seus predecessors com Alícia en terra de meravelles de Lewis Carrol. El sorprenent sentit de l'humor, l'agut poder d'observació i l'enginy insondable, fusionats amb un profund domini de la selecció de les paraules, van produir un tipus d'humor que era igualment accessible tant per a nens com per a adults.
Després de la mort del seu pare l'any 1915, Sukumar va haver de prendre la responsabilitat de la publicació de Sandesh, i la seva creativitat va assolir el seu punt àlgid. Els 45 limericks d'Abol Tabol i moltes altres creacions publicades Sandesh encara diverteixen els lectors de totes les edats. Va crear molts personatges en la seva prosa i poemes. Kaath Buro, Tash Goru, Huko Mukho Hangla, Kumro Potash... eren personatges ficticis, encara que molt propers al món real. Ell mateix va descriure les seves obres com el producte de Kheyal Ros (হঠাৎ ইচ্ছা;ঝোঁক / desig, capricis, gustos).

## Mort
Sukumar Ray va morir el 10 de setembre de 1923 a la seva residència de Garpar a Calcuta, a causa d'una febre contagiosa severa, leishmaniosi, per a la qual no hi havia cap remei en l'època. Va deixar vídua i el seu únic fill, Satyajit, que tenia només dos anys. Més tard, Satyajit Ray rodaria un documental sobre Sukumar Ray el 1987, 5 anys abans de la seva pròpia mort.

## Obres
- Abol Tabol (L'Estrany i l'Absurd)
- Pagla Dashu (Boig Dashu)[9]
- Khai-Khai (Menja-Menja)
- Heshoram Hushiyarer Diari (El diari de Heshoram Hushiyar) (paròdia primerenca de ciència-ficció)[10]
- HaJaBaRaLa (Mumbo-Jumbo)
- Jhalapala O Onanyo Natok (Cacofonia i Altres Obres)
- Lakkhaner Shoktishel (L'Arma de Lakkhan)
- Chalachittachanchari
- Shabdakalpadrum
- Bohurupi
- Abak Jalpan (1914)
- Bhasar Atyachar (Tortura del Llenguatge, 1915)

### Traduccions a l'anglès d'Abol Tabol
- Rhymes of Whimsy - The Complete Abol Tabol, traduït per Niladri Roy, Haton Cross Press, 2017 (aquesta és l'única traducció completa dels 53 poemes).
- The Tenth Rasa: An Anthology of Indian Nonsense, editat per Michael Heyman, amb Sumanyu Satpathy i Anushka Ravishankar. Nova Delhi: Penguin, 2007. (Aquest volum inclou, entre altres textos indis sobre l'absurd, diverses traduccions de Sukumar Ray per Chattarji, incloent-hi d'altres que no estan recollides en l'edició d'Abol Tabol)
- Abol Tabol: The Nonsense World of Sukumar Ray, traduït per Sampurna Chattarji. Nova Delhi: Puffin, 2004. (Aquesta edició, una traducció parcial, també conté obres de Khapchhada, Bohurupee, Other Stories, Haw-Jaw-Baw-Raw-Law, Khai-Khai i Pagla Dashu)
- The Select Nonsense of Sukumar Ray, traduït per Sukanta Chaudhuri. Nova Delhi: OUP, 1987. (L'edició de referència de les traduccions (parcials) d'Abol Tabol durant molts anys)
- Nonsense Rhymes, traduït per Satyajit Ray. Calcuta: Writer's Workshop, 1970. (Aquest volum del fill de l'autor és el més difícil de trobar. Traducció parcial)

### Obres d'anàlisi sobre Abol Tabol
- Rhymes of Whimsy - The Complete Abol Tabol, amb anàlisis i comentaris de Niladri Roy, Haton Cross Press, 2017. (Conté anàlisis de tots els poemes, amb explicacions de la sàtira oculta)
- Fantastic Beasts and How to Sketch Them: The Fabulous Bestiary of Sukumar Ray, de Poushali Bhadury. (South Asian Review, Vol. 34, No. 1, 2013) (Crítiques analítiques d'algunes de les il·lustracions de Sukumar Ray que acompanyaven els seus poemes a Abol Tabol, i que complementen el vers)
- Colonial India in Children's Literature, de Supriya Goswami. Routledge, 2012. (Aquest volum inclou una breu anàlisi sobre alguns dels poemes d'Abol Tabol. També analitza altres llibres contemporanis)
- The World of Sukumar Ray, de Sukanta Chaudhuri a Telling Tales: Children's Literature in India, Ed. Amit Dasgupta. New Age International Publishers Ltd. Wiley Eastern Ltd. New Delhi, India 1995, 88-96. (Comentari sobre alguns dels poemes apareguts a Abol Tabol)